# Les Mercuriales
Les Mercuriales sono due torri gemelle a Bagnolet, lungo il Boulevard Peripherique, a Parigi, in Francia. Sono state inaugurate nel 1975 e sono chiamate attualmente Levant (orientale) e Ponant (occidentale).

## Caratteristiche
Queste torri facevano parte di un progetto più ampio nel quartiere degli affari di Parigi est, progettato per riequilibrare il distretto occidentale di La Defense. Questo progetto fu interrotto dalla prima crisi petrolifera, lasciando le torri isolate sullo svincolo dell'autostrada A3.
Senza contare le antenne, le torri sono le terze più alte nella divisione amministrativa della Senna-Saint-Denis, dietro la Tour Pleyel (143 m) e dietro la Tour La Villette (125 m). Comprese le antenne, la West Tower è la più alta della Senna-Saint-Denis con un picco a circa 175 m, mentre la East Tower è la seconda più alta a 141 m.

## Disegno e costruzione
- L'architettura della torre è stata ispirata dalle torri gemelle del World Trade Center di New York City.[1]
- Le due torri sono costruite su una fondazione costituita da locali tecnici comuni e banchine di carico, accessibili a camion pesanti.
- Ogni torre è costituita da un nucleo centrale in cemento armato che comprende ascensori, montacarichi, scale mobili e condotte verticali. Il nucleo centrale dell'ascensore su ogni piano è protetto chiudendo automaticamente le porte tagliafuoco. Questo nucleo supporta le lastre del pavimento, supportate da colonne sulla periferia.
- Le colonne sono arretrate rispetto al bordo delle lastre del pavimento per consentire una pelle di facciata continua, irrigidita da borchie metalliche. La facciata continua non strutturale consente la massima illuminazione naturale dei pavimenti. Riduce anche la massa visiva delle torri e fornisce un design più fluido, accentuato dalla loro posizione in una zona residenziale di bassa altezza.
- La suddivisione degli uffici è completamente modulare e ogni piano può passare da uffici chiusi a piano completamente aperto.
- Le batterie dell'ascensore per ogni torre sono distribuite in due gruppi di sei. Ogni gruppo serve i primi 16 livelli o i successivi 15. Ogni batteria include anche un dock di caricamento esterno che collega il seminterrato a tutti i piani.
- Il 30º piano (31° reale) è l'ultimo piano degli uffici. Gli ultimi due piani sono costituiti da deposito locale, sistemi di aria condizionata e apparecchiature di trasmissione.
- Un centro commerciale coperto centrale distribuisce il pubblico tra le due torri e serve anche i servizi comuni (mensa, sicurezza).

Nella parte superiore delle torri vi sono installate due antenne. Una amministrata da TDF (TSF 89.9; Aligre FM / Radio Beur FM) e l'altra da TowerCast (FM Teen, Latina, Neo, Here & Now, FG, Generations / Paris Jazz Radio Libertaire Live FM Radio Campus Paris). Questi trasmettitori generano interferenze radio che colpiscono 40.000 famiglie ed è uno dei motivi per cui gli inquilini delle zone circostanti non volevano nuovi grattacieli nella zona.